# 西跳碉楼
28°16′11″N 121°09′01″E / 28.26979°N 121.15022°E
西跳碉楼是一座位于中华人民共和国浙江省玉环市（县级市，由台州市代管）的碉楼，坐落在该市的海山乡大青岛大青村西跳自然村，属于文物保护单位玉环碉楼群之一。这座碉楼是大青村村民为防御土匪而集体修建的，当地人称“炮楼”。

## 历史背景
民国年代，沿海匪患猖獗，民众尤其是富绅出于自卫，纷纷修建了碉楼这种堡垒式的建筑物。这座碉楼便是大青村村民为防御土匪而集体修建的，建于民国三十五年（1946年）。据推测，可能是该村没有一个代表的富绅，故共同集资修建碉楼，用于防御。

## 建筑结构
该碉楼坐北朝南。占地面积约35平方米，共三层，每层高约7米，以木楼梯连接各层。为石木结构，墙体用不规则块石垒砌，厚约0.8米。各墙面开有多个方形小窗，布满内宽外窄的射击孔。小青瓦两面坡顶。

## 现状
1949年解放军占领玉环后，浙南游击纵队“三五”支队曾驻扎于此。2011年1月7日，包含西跳碉楼的玉环碉楼群，被浙江省人民政府公布为第六批浙江省文物保护单位。